# Wabasha megye
Wabasha megye az Amerikai Egyesült Államokban, azon belül Minnesota államban található. Megyeszékhelye Wabasha, legnagyobb városa Lake City. Lakosainak száma 21 387 fő (2020. április 1.). Wabasha megye Pepin, Olmsted, Buffalo, Winona és Goodhue megyékkel határos.

## Népesség
A megye népességének változása:
| Lakosok száma | 21 652 | 21 503 | 21 412 | 21 443 | 21 239 | 21 387 |
|               | 2010   | 2011   | 2012   | 2013   | 2015   | 2020   |